# Table des caractères Unicode/U11600
Cette page contient des caractères spéciaux ou non latins. S’ils s’affichent mal (▯, ?, etc.), consultez la page d’aide Unicode.
Table des caractères Unicode U+11600 à U+1165F.

## Modi
Caractères utilisés pour l'Alphasyllabaire modi

### Table des caractères
| en fr   | 0 | 1 | 2 | 3 | 4 | 5 | 6 | 7 | 8 | 9 | A | B | C | D | E | F |
| U+11600 | 𑘀 | 𑘁 | 𑘂 | 𑘃 | 𑘄 | 𑘅 | 𑘆 | 𑘇 | 𑘈 | 𑘉 | 𑘊 | 𑘋 | 𑘌 | 𑘍 | 𑘎 | 𑘏 |
| U+11610 | 𑘐 | 𑘑 | 𑘒 | 𑘓 | 𑘔 | 𑘕 | 𑘖 | 𑘗 | 𑘘 | 𑘙 | 𑘚 | 𑘛 | 𑘜 | 𑘝 | 𑘞 | 𑘟 |
| U+11620 | 𑘠 | 𑘡 | 𑘢 | 𑘣 | 𑘤 | 𑘥 | 𑘦 | 𑘧 | 𑘨 | 𑘩 | 𑘪 | 𑘫 | 𑘬 | 𑘭 | 𑘮 | 𑘯 |
| U+11630 | 𑘰  | 𑘱  | 𑘲  | 𑘳  | 𑘴  | 𑘵  | 𑘶  | 𑘷  | 𑘸  | 𑘹  | 𑘺  | 𑘻  | 𑘼  | 𑘽  | 𑘾  | 𑘿  |
| ------- | - | - | - | - | - | - | - | - | - | - | - | - | - | - | - | - |
| U+11640 | 𑙀  | 𑙁 | 𑙂 | 𑙃 | 𑙄 |   |   |   |   |   |   |   |   |   |   |   |
| U+11650 | 𑙐 | 𑙑 | 𑙒 | 𑙓 | 𑙔 | 𑙕 | 𑙖 | 𑙗 | 𑙘 | 𑙙 |   |   |   |   |   |   |